# Pseudopoda amelia
Pseudopoda amelia là một loài nhện trong họ Sparassidae.
Loài này thuộc chi Pseudopoda. Pseudopoda amelia được miêu tả năm 2007 bởi Peter Jäger & Vedel.